# Údolí Teplé
Údolí Teplé je přírodní rezervace, byla vyhlášena v roce 1992 a prochází všemi okresy Karlovarského kraje. Předmětem ochrany je údolí řeky Teplé s přilehlými zalesněnými svahy. Cílem je zachování pestrých ekosystémů průlomového údolí řeky. Péčí o území je pověřena správa CHKO Slavkovský les.

## Popis oblasti
Přírodní rezervace se rozkládá na území všech tří okresů Karlovarského kraje. V okresu Karlovy Vary zabírá 78,57 ha a v okresu Sokolov 93,43 ha; do okresu Cheb zasahuje jen minimální plochou. Zaujímá část průlomového, hluboce zaříznutého až kaňonovitého údolí říčky Teplé a jejího levostranného přítoku – Pramenského potoka v centrální části mariánskolázeňského metabazitového komplexu. Hlavní horninu tvoří amfibolity.
Svahy jsou velmi strmé s častými skalními výchozy a kamennými poli. Území rezervace se vyznačuje vysokou geologickou a mikroklimatickou diverzitou.
Údolím prochází železniční trať Karlovy Vary – Mariánské Lázně s Dolnohamerskými tunely a silnice II. třídy II/230.

### Flóra a fauna
V oblasti roste ze zvláště chráněných a chráněných druhů rostlin zběhovec jehlancovitý (Ajuga pyramidalis), zvonek hadincovitý (Campanula cervicaria), kapradinka skalní (Woodsia ilvensis), prha arnika (Arnica montana), oměj pestrý (Aconitum variegatum), prstnatec májový (Dactylorhiza majalis), vřesovec pleťový (Erica carnea) zimostrázek alpský (Polygala chamaebuxus), přeslička luční (Equisetum pratense), upolín evropský (Trollius europaeus) či rdest alpský (Potamogeton alpinus).
Zachovalý vodní tok oplývá bohatstvím druhů pstruhového pásma. Žije zde mník jednovousý (Lota lota), lipan podhorní (Thymallus thymallus), úhoř říční (Anguilla anguilla), pstruh potoční (Salmo trutta), mřenka mramorovaná (Barbatula barbatula), ale také rak říční (Astacus astacus). Cenná je populace vranky obecné (Cottus gobio). Z ptactva hnízdí v oblasti čáp černý (Ciconia nigra) a ledňáček říční (Alcedo atthis). V řece žije vydra říční (Lutra lutra).

## Další fotografie

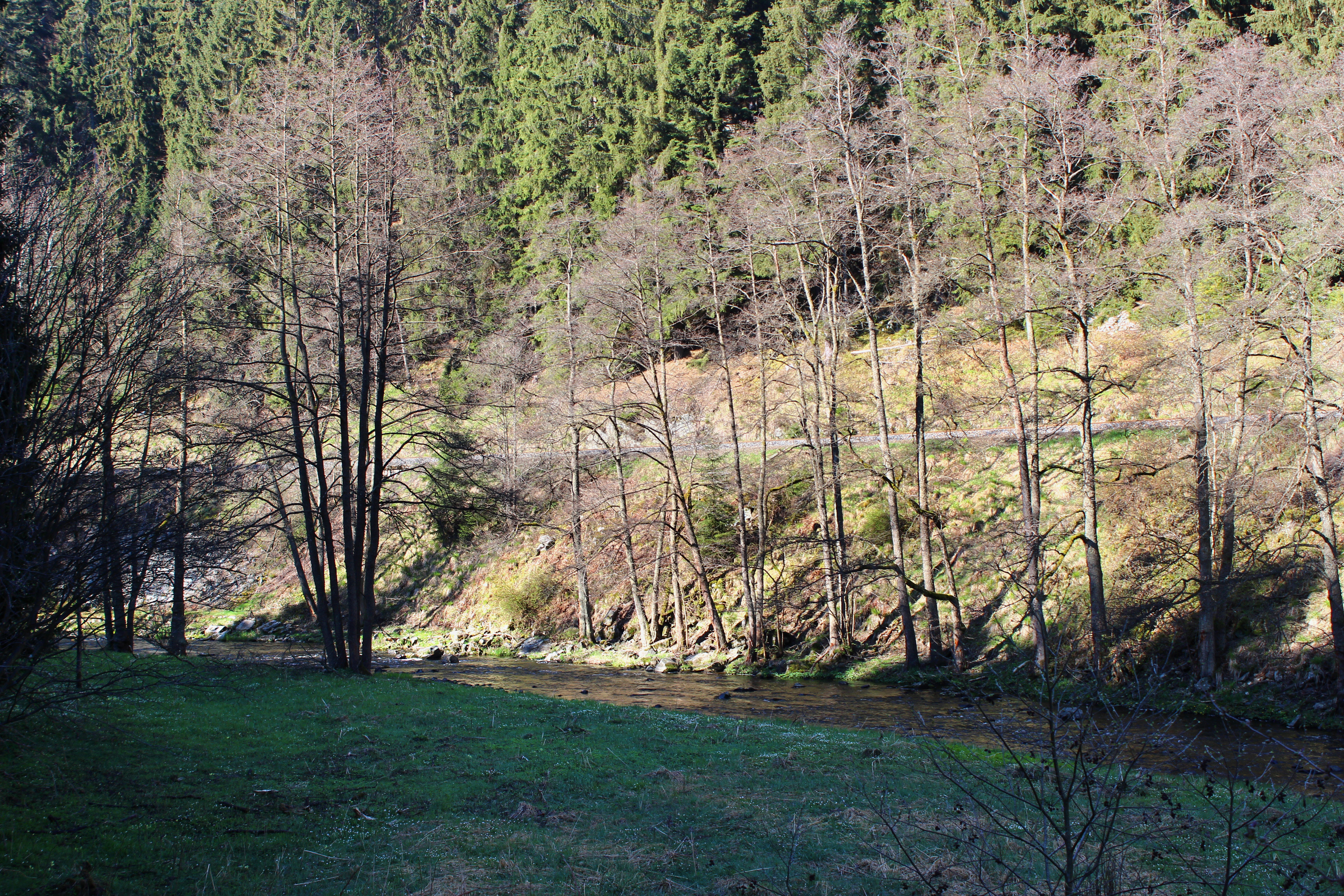
Příkré srázy za Teplou
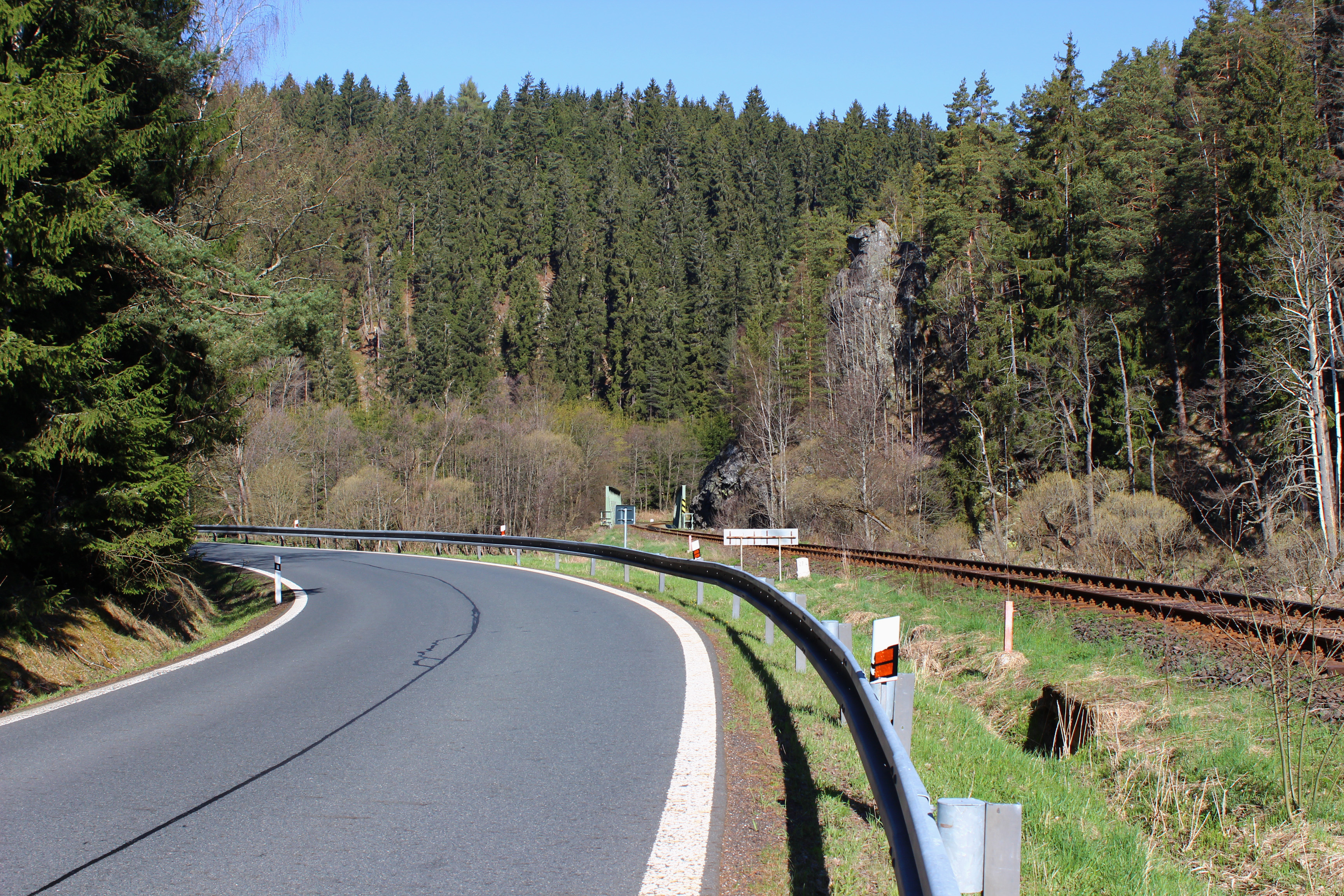
Silnice a trať v rezervaci
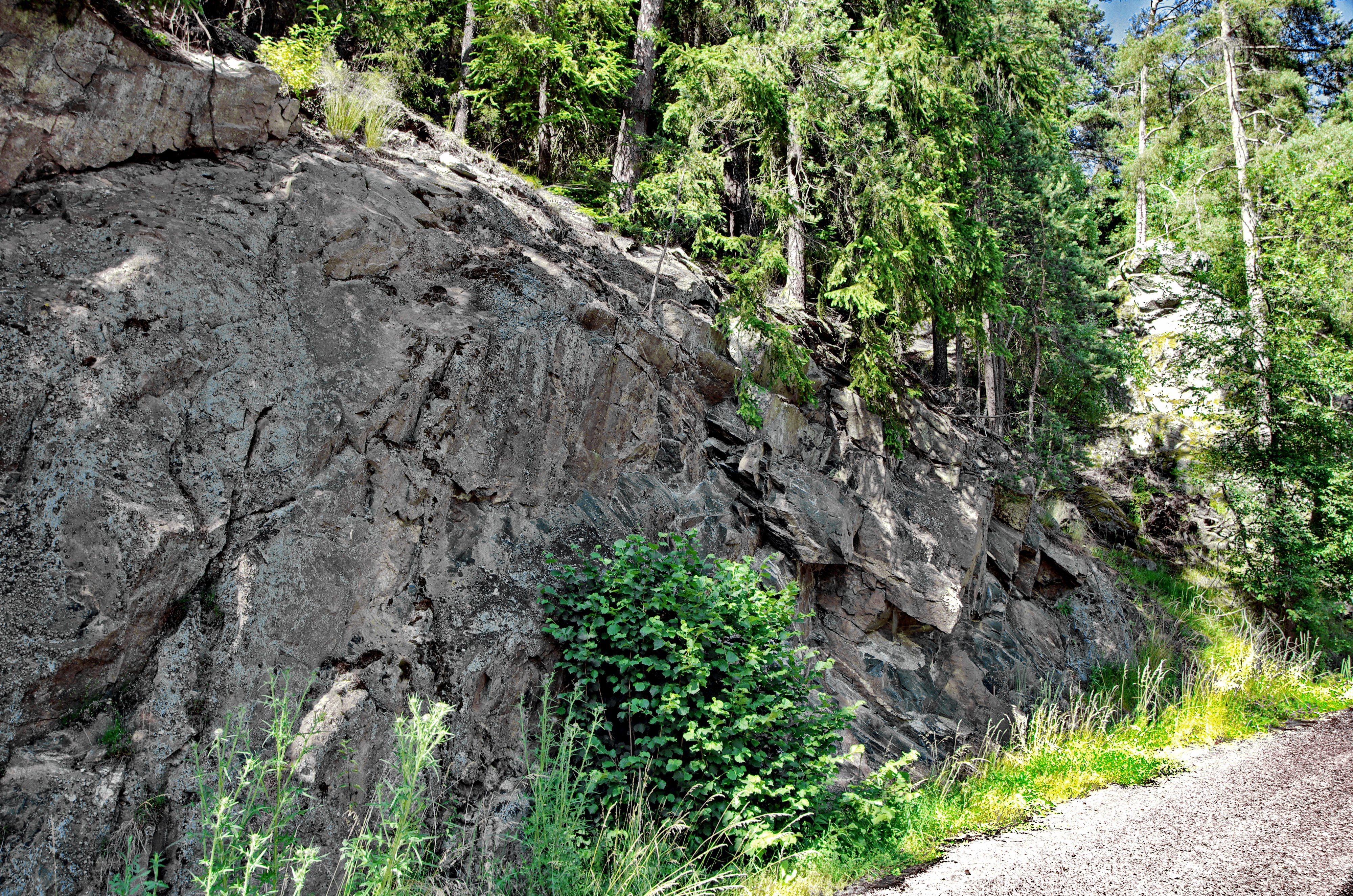
Skály u silnice k Tisové
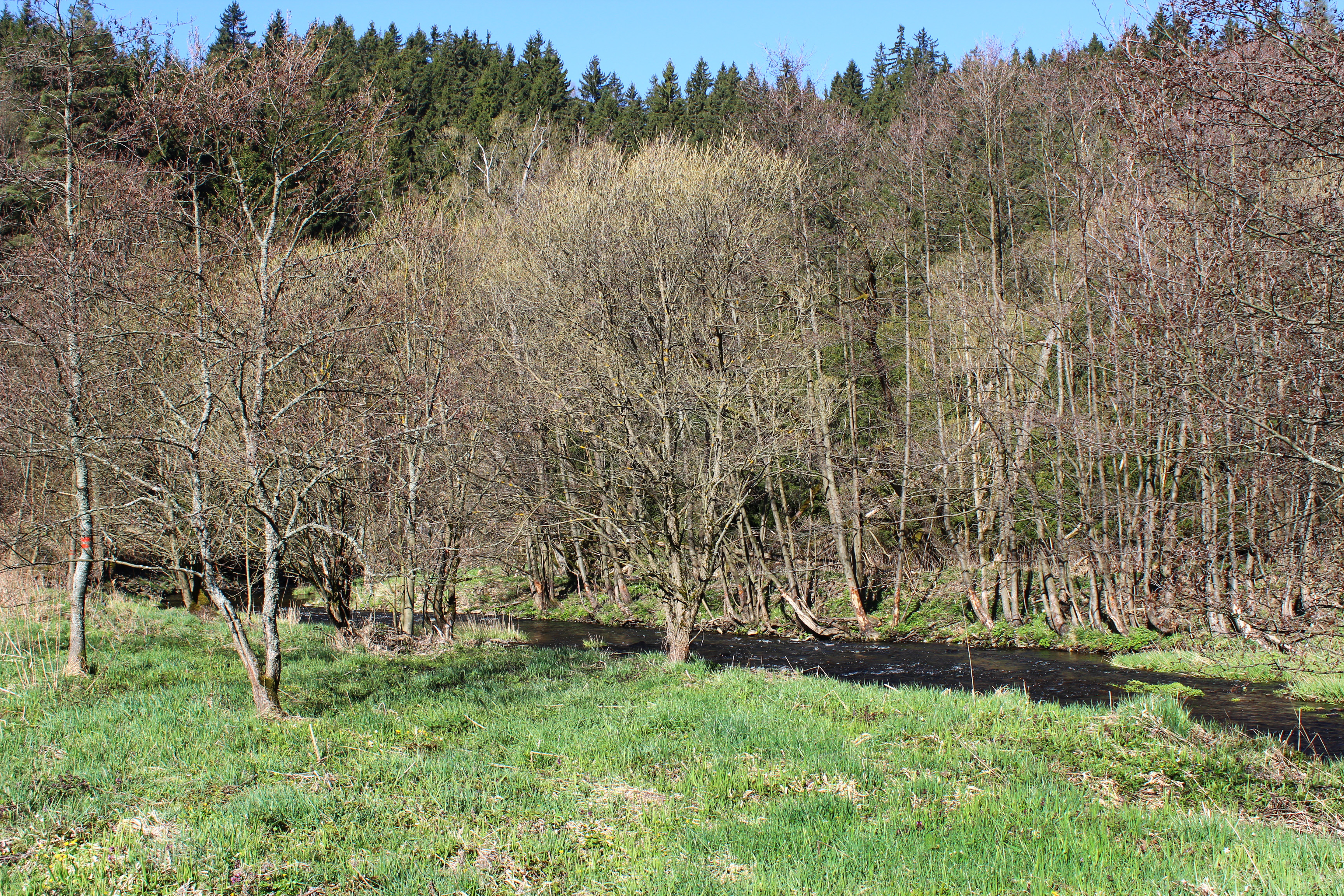
Lužní lesy v širším údolí
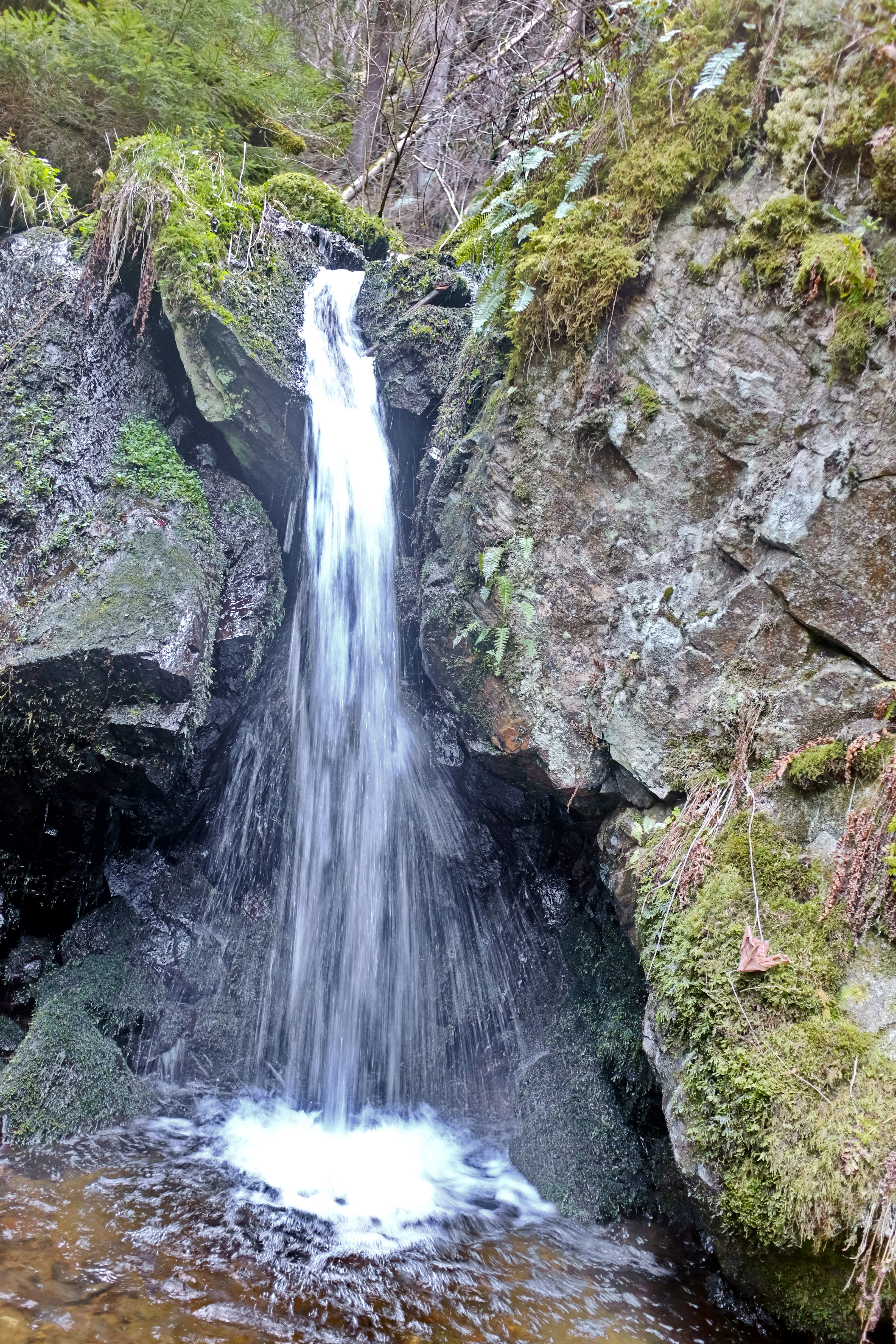
Loucký vodopád